# Green Lama
Green Lama es un héroe ficticio de la revista pulp de la década de 1940. Es comúnmente retratado como un poderoso lama budista, vestido con túnicas verdes con una bufanda roja y usando su poderoso conjunto de habilidades para combatir el crimen. También aparecieron versiones ligeramente diferentes del mismo personaje en los cómics y en la radio. A diferencia de muchos personajes contemporáneos de editoriales más pequeñas, el personaje de The Green Lama no es de dominio público, ya que el autor "sabiamente retuvo todos los derechos sobre su creación".

## Publicaciones

### Publicaciones originales
The Green Lama apareció por primera vez en una novela corta titulada The Green Lama en la edición de abril de 1940 de la revista Double Detective. La novela fue escrita por Kendell Foster Crossen usando el seudónimo de "Richard Foster". En 1976, Crossen recordó que el personaje fue creado porque los editores de Double Detective, la compañía de Frank Munsey, querían un competidor para The Shadow, que fue publicado por sus rivales Street & Smith.
El personaje, parcialmente inspirado por el explorador Theos "el Lama Blanco" Bernard, fue concebido originalmente como "El Lama Gris", pero las pruebas de la portada resultaron insatisfactorias, por lo que el color se cambió a verde. The Green Lama demostró tener éxito (aunque no tanto como The Shadow), y Crossen continuó produciendo historias de Green Lama para Double Detective con regularidad hasta marzo de 1943, para un total de 14 historias.
Aunque aparecen en una revista de detectives, los cuentos de Green Lama pueden considerarse ciencia ficción o fantasía sobrenatural en el sentido de que el Green Lama y otros personajes poseen poderes sobrehumanos y armas de superciencia. El Lama Verde es un alias de Jethro Dumont, un rico residente de la ciudad de Nueva York, nacido el 25 de julio de 1913, de los millonarios John Pierre Dumont y Janet Lansing. Recibió su A.B. de la Universidad de Harvard, M.A. de Oxford y Ph.D. de la Sorbona; también asistió al Drepung College en Tíbet. Heredó la fortuna de su padre, estimada en diez millones de dólares, cuando sus padres murieron en un accidente mientras él todavía estaba en Harvard; luego pasó diez años en el Tíbet estudiando para ser un lama (un maestro espiritual budista), adquiriendo poderes místicos en el proceso. Regresó a Estados Unidos con la intención de difundir las doctrinas del budismo tibetano (para aliviar el sufrimiento eliminando la ignorancia), pero se dio cuenta de que podía lograr más luchando contra el crimen, ya que los estadounidenses no estaban preparados para recibir enseñanzas espirituales. Nunca llevó un arma, creyendo que "esto no me haría mejor que aquellos con los que lucho". Dumont también estaba dotado de poderes sobrehumanos adquiridos a través de su conocimiento científico de las sales radioactivas. Dumont tenía dos alter egos principales: el Green Lama que luchaba contra el crimen y el sacerdote budista Dr. Pali. Otros alter egos incluyeron al aventurero "Hugh Gilmore".
Entre los asociados del Green Lama estaban un lama tibetano llamado Tsarong, el gánster reformado con educación universitaria Gary Brown, el post-debutante Evangl Stewart (que se casaría con Gary), el radiólogo Dr. Harrison Valco, el detective de policía de la ciudad de Nueva York John Caraway , el actor Ken Clayton, la actriz nacida en Montana Jean Farrell y el mago Theodor Harrin. El Lama Verde también fue asistido con frecuencia por una mujer misteriosa conocida como "Magga", cuya verdadera identidad nunca fue revelada. El seudonimo de Crossen "Richard Foster" también se estableció como un personaje y amigo de Jethro Dumont.
Las primeras seis historias se han reimpreso en el fanzine de reimpresión de pulp High Adventure. Altus Press ha reimpreso toda la serie en tres volúmenes.